# Seven de Londres 2011
El Seven de Londres de 2011 fue la undécima edición del torneo inglés de rugby 7, fue el séptimo torneo de la temporada 2010-11 de la Serie Mundial Masculina de Rugby 7.
Se disputó en la instalaciones del Twickenham Stadium de Londres.

## Fase de grupos

### Grupo A
| Equipo        | Encuentros | Encuentros | Encuentros | Encuentros | Tantos  | Tantos    | Tantos     | Puntos |
| Equipo        | jugados    | ganados    | empatados  | perdidos   | a favor | en contra | diferencia | Puntos |
| ------------- | ---------- | ---------- | ---------- | ---------- | ------- | --------- | ---------- | ------ |
| Nueva Zelanda | 3          | 3          | 0          | 0          | 99      | 31        | +68        | 9      |
| Gales         | 3          | 2          | 0          | 1          | 74      | 53        | +21        | 7      |
| España        | 3          | 1          | 0          | 2          | 34      | 80        | −46        | 5      |
| Kenia         | 3          | 0          | 0          | 3          | 31      | 74        | −43        | 3      |

Nota: Se otorgan 3 puntos al equipo que gane un partido, 2 al que empate y 1 al que pierda

### Grupo B
| Equipo         | Encuentros | Encuentros | Encuentros | Encuentros | Tantos  | Tantos    | Tantos     | Puntos |
| Equipo         | jugados    | ganados    | empatados  | perdidos   | a favor | en contra | diferencia | Puntos |
| -------------- | ---------- | ---------- | ---------- | ---------- | ------- | --------- | ---------- | ------ |
| Francia        | 3          | 2          | 0          | 1          | 60      | 59        | +1         | 7      |
| Argentina      | 3          | 1          | 1          | 1          | 61      | 49        | +12        | 6      |
| Inglaterra     | 3          | 1          | 1          | 1          | 57      | 54        | +3         | 6      |
| Estados Unidos | 3          | 1          | 0          | 2          | 60      | 76        | −16        | 5      |

### Grupo C
| Equipo    | Encuentros | Encuentros | Encuentros | Encuentros | Tantos  | Tantos    | Tantos     | Puntos |
| Equipo    | jugados    | ganados    | empatados  | perdidos   | a favor | en contra | diferencia | Puntos |
| --------- | ---------- | ---------- | ---------- | ---------- | ------- | --------- | ---------- | ------ |
| Australia | 3          | 3          | 0          | 0          | 64      | 55        | +9         | 9      |
| Samoa     | 3          | 2          | 0          | 1          | 77      | 60        | +17        | 7      |
| Canadá    | 3          | 1          | 0          | 2          | 63      | 69        | −6         | 5      |
| Escocia   | 3          | 0          | 0          | 3          | 48      | 68        | −20        | 3      |

### Grupo D
| Equipo    | Encuentros | Encuentros | Encuentros | Encuentros | Tantos  | Tantos    | Tantos     | Puntos |
| Equipo    | jugados    | ganados    | empatados  | perdidos   | a favor | en contra | diferencia | Puntos |
| --------- | ---------- | ---------- | ---------- | ---------- | ------- | --------- | ---------- | ------ |
| Fiyi      | 3          | 3          | 0          | 0          | 77      | 28        | +49        | 9      |
| Sudáfrica | 3          | 2          | 0          | 1          | 46      | 26        | +20        | 7      |
| Portugal  | 3          | 0          | 1          | 2          | 40      | 58        | −18        | 4      |
| Rusia     | 3          | 0          | 1          | 2          | 19      | 70        | −51        | 4      |

## Fase Final

### Cuartos de final
| 22 de mayo | Nueva Zelanda | 31 - 14 | Argentina |  |  |

| 22 de mayo | Fiyi | 26 - 14 | Samoa |  |  |

| 22 de mayo | Australia | 0 - 17 | Sudáfrica |  |  |

| 22 de mayo | Francia | 12 - 19 | Gales |  |  |

### Semifinal
| 22 de mayo | Nueva Zelanda | 19 - 42 | Fiyi |  |  |

| 22 de mayo | Sudáfrica | 21 - 19 | Gales |  |  |

### Final
| 22 de mayo | Fiyi | 14 - 24 | Sudáfrica |  |  |

| Bandera de Sudáfrica   |
| Campeón Sudáfrica      |
| 2º título del circuito |